# Прюмски договор
Прюмският договор (на френски: Traité de Prüm) е договор от 19 септември 855 г. за поделяне на Франкското царство.
През 843 г. чрез Вердюнския договор Франкското царство е разделено на три части: на император Лотар I е обещано Средното царство (Francia media, Lotharii Regnum). Обаче той не успява да стабилизира своето царство.
Тежко болен, Лотар I на 19 септември 855 г. в Делението от Прюм в чифлика Шюлер („Sconilare“) разделя своето царство между синовете си:
- Лудвиг II († 875) получава императорската титла и Италия
- Карл от Прованс († 863) получава Прованс и по-голямата част на франкска Бургундия
- Лотар II († 869) получава на него наречена северна част на царството (Кралство Лотарингия)